# Zhang Zeduan

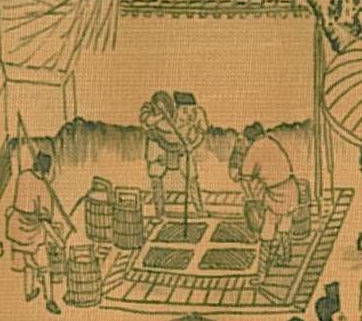
Visió parcial del rotlle de Qingming

Zhang Zeduan (xinès simplificat: 张择端; xinès tradicional: 張擇端; pinyin: Zhāng Zéduān) fou un pintor xinès que va viure sota la dinastia Song del Nord. Era oriünd de Dongwu, actualment Zhucheng, província de Shandong. Nascut l'any 1085 i mort el 1145.
El que s'ha pogut saber de la vida de l'artista, es deu en gran part gràcies a un escrit, l'autor del qual va ser Zhang Zhu. Va anar a viure a la capital del país per poder completar els estudis. Sembla que va arribar a ser un pintor de la cort.
La seva obra artística està relacionada amb l'estil conegut com a shan shui. La producció artística de Zhang té un gran interès històric i sociològic perquè mostra la vida a la Xina en el segle xii; hi són presents mercats, carros, camins, séquies, ponts, vaixells, etc. Amb el canvi de dinastia que va viure, mostrà certa intenció crítica amb la nova situació. La seva pintura més famosa és Al llarg del riu durant el Festival Qingmng, que va arribar a ser molt famosa en tota Xina i de la qual es va fer una nova versió al segle xviii durant el període Qing. Aquesta pintura va ser una de les preferides del darrer emperador Puyi, que se la va endur a Manxukuo.

“Passeig pel riu el dia de la festa de la Pura Llum” (Museu del Palau de Pequín)